# Campeonato da Europa de Atletismo de 2014 - 20 km marcha atlética masculina
A prova da marcha atlética 20 km  masculina do Campeonato da Europa de Atletismo de 2014 foi disputada no dia 13 de agosto de 2014 pelas ruas de  Zurique, na Suíça. 

## Recordes
Antes desta competição, os recordes mundiais e do campeonato nesta prova eram os seguintes:
|                       | Nome               | Nacionalidade | Tempo    | Local   | Data                   |
| --------------------- | ------------------ | ------------- | -------- | ------- | ---------------------- |
| Recorde mundial       | Vladimir Kanaykin  | Rússia        | 1h17m16s | Saransk | 29 de setembro de 2007 |
| Recorde do campeonato | Paquillo Fernández | Espanha       | 1h18m37s | Munique | 6 de agosto de 2002    |
| Recorde europeu       | Vladimir Kanaykin  | Rússia        | 1h17m16s | Saransk | 29 de setembro de 2007 |

## Medalhistas
| Ouro                     | Prata                  | Bronze               |
| Miguel Ángel López (ESP) | Aleksandr Ivanov (RUS) | Denis Strelkov (RUS) |

## Cronograma
Todos os horários são locais (UTC+2).
| Data         | Hora | Evento |
| ------------ | ---- | ------ |
| 13 de agosto | 9:20 | Final  |

## Resultados
| Posição           | Atleta                 | Nacionalidade | Tempo   | Notas                |
| ----------------- | ---------------------- | ------------- | ------- | -------------------- |
| Medalha de ouro   | Miguel Ángel López     | Espanha       | 1:19:44 |                      |
| Medalha de prata  | Aleksandr Ivanov       | Rússia        | 1:19:45 | Recorde pessoal      |
| Medalha de bronze | Denis Strelkov         | Rússia        | 1:19:46 | Recorde pessoal      |
| 4                 | Ruslan Dmytrenko       | Ucrânia       | 1:19:46 |                      |
| 5                 | Christopher Linke      | Alemanha      | 1:21:00 | Recorde da temporada |
| 6                 | Álvaro Martín          | Espanha       | 1:21:41 |                      |
| 7                 | Andriy Kovenko         | Ucrânia       | 1:21:48 |                      |
| 8                 | Giorgio Rubino         | Itália        | 1:22:07 |                      |
| 9                 | Erik Tysse             | Noruega       | 1:22:19 |                      |
| 10                | Luís Alberto Amezcua   | Espanha       | 1:22:26 |                      |
| 11                | Kevin Campion          | França        | 1:23:04 |                      |
| 12                | Tom Bosworth           | Grã-Bretanha  | 1:23:17 |                      |
| 13                | Dzianis Simanovich     | Bielorrússia  | 1:23:35 |                      |
| 14                | Nazar Kovalenko        | Ucrânia       | 1:23:51 |                      |
| 15                | Hagen Pohle            | Alemanha      | 1:24:00 |                      |
| 16                | Rafał Fedaczyński      | Polónia       | 1:24:28 |                      |
| 17                | Perseus Karlström      | Suécia        | 1:24:41 |                      |
| 18                | Marius Šavelskis       | Lituânia      | 1:24:54 | Recorde pessoal      |
| 19                | Matteo Giupponi        | Itália        | 1:25:04 |                      |
| 20                | Anton Kučmín           | Eslováquia    | 1:25:07 |                      |
| 21                | Antonin Boyez          | França        | 1:25:31 |                      |
| 22                | Marius Žiūkas          | Lituânia      | 1:25:43 |                      |
| 23                | Arnis Rumbenieks       | Letônia       | 1:27:07 |                      |
| 24                | Genadij Kozlovskij     | Lituânia      | 1:27:45 |                      |
| 25                | Máté Helebrandt        | Hungria       | 1:27:54 |                      |
| 26                | Massimo Stano          | Itália        | 1:29:14 |                      |
| 27                | Nils Gloger            | Alemanha      | 1:29:44 |                      |
| 28                | Patrik Spevák          | Eslováquia    | 1:31:30 |                      |
| 29 !              | Andreas Gustafsson     | Suécia        | DNF     |                      |
| 29 !              | Alexandros Papamichail | Grécia        | DNF     |                      |
| 29 !              | Sándor Rácz            | Hungria       | DNF     |                      |
| 29 !              | João Vieira            | Portugal      | DNF     |                      |
| 29 !              | Sérgio Vieira          | Portugal      | DNF     |                      |
| 30 !              | Håvard Haukenes        | Noruega       | DSQ     |                      |

Legenda
| Recorde mundial       | Recorde mundial (World record)               |                       | Recorde africano                      | Recorde africano (African) |                                           | Q | Classificado por posição (Qualified) |
| Recorde do campeonato | Recorde do campeonato (Championship record)  | Recorde da América    | Recorde da América (Americas)         | q                          | Classificado por melhor tempo (Qualified) |   |                                      |
| Melhor marca do ano   | Melhor marca do ano (World leading)          | Recorde asiático      | Recorde asiático (Asian)              | DNS                        | Não largou (Did not start)                |   |                                      |
| Recorde nacional      | Recorde nacional (National record)           | Recorde europeu       | Recorde europeu (European)            | DNF                        | Não terminou (Did not finish)             |   |                                      |
| Recorde pessoal       | Recorde pessoal do atleta (Personal best)    | Recorde da Oceania    | Recorde da Oceania (Oceania)          | DSQ / DQ                   | Desclassificado (Disqualified)            |   |                                      |
| Recorde da temporada  | Recorde da temporada do atleta (Season best) | Recorde sul-americano | Recorde sul-americano (South America) | NM                         | Sem marca (No mark)                       |   |                                      |